# Coupe d'Islande de football 1986
La coupe d'Islande 1986 de football est la 27e édition de la Coupe nationale de football.
Elle s'est disputée du 27 mai 1986 au 31 août 1986, avec la finale jouée au Laugardalsvöllur à Reykjavik.
La Coupe revêt une haute importance puisque le vainqueur est qualifié pour la Coupe des Coupes (Si un club gagne à la fois le championnat et la Coupe, c'est le finaliste de la Coupe qui prend sa place en Coupe des Coupes).
Les 10 clubs de 1. Deild ne rentrent qu'en huitièmes de finale, alors que les clubs des divisions inférieures entrent au fur et à mesure des 3 tours préliminaires. Les équipes se rencontrent sur un  match simple. En cas de match nul, une séance de tirs au but détermine le vainqueur.
Le Fram Reykjavik perd son titre en finale contre l'ÍA Akranes, qui gagne la 5e Coupe d'Islande de son histoire et se qualifie du même coup pour la Coupe des Coupes. 

## Premier tour
| Équipe 1                     | Résultat | Équipe 2              |
| ---------------------------- | -------- | --------------------- |
| þrottur Norðfjörður          | 3 - 2    | Huginn Seyðisfjörður  |
| Leiknir Faskrúsfjörður       | 0 - 3    | Einherji (D2)         |
| Höfðstrendingur              | 0 - 1    | KS Siglufjörður (D2)  |
| Höttur Egilsstaðir           | 0 - 1    | Austri Eskilfjörður   |
| Þrottur Reykjavik (D2)       | 5 - 1    | Leiknir Reykjavik     |
| Hamar Hveragerði             | 4 - 3    | UMF Selfoss (D2)      |
| Valur Reyðarfjörður          | 2 - 1    | Hrafnkell Fr.         |
| Tindastoll Saudarkrokur      | 8 - 1    | Magni Grenivik        |
| Völsungur Húsavík (D2)       | 0 - 1    | KA Akureyri (D2)      |
| Vikverji                     | 9 - 0    | UMF Skallagrimur (D2) |
| Leiftur Ólafsfjörður (D3)    | 3 - 2    | Vaskur                |
| Afturelding Mosfellsbær (D4) | 2 - 3    | UMF Grindavík         |
| Fylkir Reykjavik (D3)        | 5 - 0    | Hafnir                |
| Grunðarfjörður               | 2 - 3    | HV Ísafjörður         |
| UMF Njarðvík (D2)            | 1 - 2    | Arvakur               |
| Vikingur Reykjavik (D2)      | 13 - 1   | Augnablik             |
| Stjarnan Gardabaer           | 9 - 0    | Léttir                |

## Deuxième tour
| Équipe 1                | Résultat | Équipe 2                  |
| ----------------------- | -------- | ------------------------- |
| Vikverji                | 2 - 0    | Skotfélag Reykjavik       |
| Fylkir Reykjavik (D3)   | 9 - 0    | HV Ísafjörður             |
| Vikingur Reykjavik (D2) | 2 - 1    | Stjarnan Gardabaer        |
| Haukar Hafnarfjörður    | 0 - 3    | IK Kopavogur              |
| Valur Reyðarfjörður     | 1 - 0    | Einherji (D2)             |
| IR Reykjavik (D3)       | 2 - 1    | þrottur Reykjavik (D2)    |
| KS Siglufjörður (D2)    | 2 - 2    | Tindastoll Saudarkrokur   |
| UMF Grindavík           | 2 - 1    | Vikingur Olafsvik         |
| Arvakur                 | 1 - 2    | Hamar Hveragerði          |
| Reynir Sandgerði        | 4 - 2    | Armann Reykjavik          |
| Austri Eskilfjörður     | 4 - 0    | þrottur Norðfjörður       |
| KA Akureyri (D2)        | 0 - 1    | Leiftur Ólafsfjörður (D3) |

## Troisième tour
| Équipe 1                  | Résultat | Équipe 2                |
| ------------------------- | -------- | ----------------------- |
| Vikverji                  | 1 - 4    | Hamar Hveragerði        |
| UMF Grindavík             | 2 - 0    | IR Reykjavik (D3)       |
| Austri Eskilfjörður       | 4 - 1    | Valur Reyðarfjörður     |
| Leiftur Ólafsfjörður (D3) | 0 - 0    | KS Siglufjörður (D2)    |
| Reynir Sandgerði          | 0 - 4    | Vikingur Reykjavik (D2) |
| Fylkir Reykjavik (D3)     | 2 - 1    | IK Kopavogur            |

## Huitièmes de finale
- Entrée en lice des 10 équipes de 1. Deild

| Équipe 1                | Résultat | Équipe 2                  |
| ----------------------- | -------- | ------------------------- |
| Hamar Hveragerði        | 0 - 5    | ÍA Akranes (D1)           |
| KR Reykjavik (D1)       | 3 - 0    | þor Akureyri (D1)         |
| Víðir Garður (D1)       | 0 - 1    | ÍBK Keflavík (D1)         |
| Austri Eskilfjörður     | 1 - 2    | FH Hafnarfjörður (D1)     |
| ÍBV Vestmannaeyjar (D1) | 0 - 2    | Breiðablik Kopavogur (D1) |
| Fylkir Reykjavik (D3)   | 0 - 1    | Fram Reykjavik (D1)       |
| KS Siglufjörður (D2)    | 1 - 2    | Vikingur Reykjavik (D2)   |
| UMF Grindavík           | 2 - 6    | Valur Reykjavik (D1)      |

## Quarts de finale
| Équipe 1                  | Résultat | Équipe 2             |
| ------------------------- | -------- | -------------------- |
| FH Hafnarfjörður (D1)     | 0 - 1    | ÍBK Keflavík (D1)    |
| KR Reykjavik (D1)         | 2 - 6    | Fram Reykjavik (D1)  |
| Vikingur Reykjavik (D2)   | 0 - 3    | Valur Reykjavik (D1) |
| Breiðablik Kopavogur (D1) | 2 - 2    | ÍA Akranes (D1)      |

## Demi-finales
| Équipe 1            | Résultat | Équipe 2             |
| ------------------- | -------- | -------------------- |
| Fram Reykjavik (D1) | 2 - 0    | ÍBK Keflavík (D1)    |
| ÍA Akranes (D1)     | 3 - 1    | Valur Reykjavik (D1) |

## Finale
| 31 août 1986 | ÍA Akranes (D1)          | 2 - 1 | Fram Reykjavik (D1) | Laugardalsvöllur, Reykjavik                          |                                                      |
|              | Petur Petursson 75e, 90e |       | Petur Ormslev 50e   | Spectateurs : 4 486 Arbitrage : Eysteinn Gudmundsson | Spectateurs : 4 486 Arbitrage : Eysteinn Gudmundsson |
|              | (Rapport)                |       |                     | Spectateurs : 4 486 Arbitrage : Eysteinn Gudmundsson | Spectateurs : 4 486 Arbitrage : Eysteinn Gudmundsson |

- Le Fram Reykjavik remporte sa 5e Coupe d'Islande et est qualifié pour la Coupe des Coupes 1987-1988.